# Paulo C. Chagas
Paulo C. Chagas (* 31. August 1953 in Salvador da Bahia, Brasilien) ist ein brasilianischer Komponist, mit Wohnsitz in den USA.

## Leben
Chagas studierte zunächst an der Universidade de São Paulo von 1973 bis 1979 und später von 1980 bis 1982 mit Henri Pousseur am Conservatoire Royal de Musique de Liège sowie 1982–89 elektronische Musik an der Musikhochschule Köln. Er promovierte 2003 an der Université de Liège. Chagas arbeitete als Sound-Direktor des Studios für Elektronische Musik des Westdeutschen Rundfunks (WDR) von 1990 bis 1999, wo er umfangreiche Forschungsarbeiten zu algorithmischen Komposition, Computermusik und Elektronische Musik, Interaktivität und Multimedia durchführte. Dort schrieb er auch Musik-Software und spezielle EDV-Anwendungen für Analyse und Komposition. Er ist Mitglied des Board of Directors der CRFMW (Centre de Recherches et Formation Musicales de Wallonie) in Lüttich seit 1998 und Gast bei vielen internationalen Festivals in Europa und den USA.
Chagas lehrte als Gastdozent an der Université de Liège 1991–93 und an dem Conservatoire Royal de Musique de Liège in den Jahren 1995–96 und als Professor für Komposition an der University of California in Riverside seit 2004.

## Auszeichnungen
- Er erhielt 1977 einen Preis im First National Kompositions-Wettbewerb in Rio de Janeiro
- 1989 den Preis für l’Opéra Autrement vom Centre Acanthes
- 2001 Auswahlliste der IAMIC (für Bonfim).

## Diskografie
Chagas komponierte über 100 Stücke für Orchester, Kammermusik und Elektroakustik, wovon einige auf Platten oder CD zu hören sind:
- La passion selon Guignol : per quartetto vocale e orchestra, mit Henri Pousseur, 1982, Mailand: Edizioni Suvini Zerboni, Mainz: Schott Music
- Verlaine Ou la Musique, mit den Komponisten Gerard, Rzewski, List, Chagas, Dejaer, Audio-CD (1. April 2006), SPARS-Code: DDD, Label: Cypres
- Vladimir Majakowskij, Funarte: 356404034, 1986, (LP)
- Magisches Auge; Baiser, peccata Mundi: 110, 1986
- Sodoma, mit dem Tippett Ensemble und Ensemble Helix, Subrosa: SUBCD 026-48, 1993
- Francis Bacon (Auszüge), Interpreten:  Anne Cambier, Michel Puissant, Bernd Valentin, Quadro Quartet (KlangStudioC: C9401, 1994)
- The Journey,  KlangStudioC: C9601, 1996, (CD-ROM)
- É o Silencio,  Cléa Galhano, Altblockflöte, Ten Thousand Lakes: SC 110, 1998
- Ellipse,  MFK Studio für Elektronische Musik: CD 4, 1999
- Initium mit dem  Ensemble Kadéléis, Cyprès Records: CYP 4606, 2000
- Einblick II. , Cybele Records: 960.208/DEBEM: CD08, 2004